# Croc à fumier
Pour les articles homonymes, voir Croc.

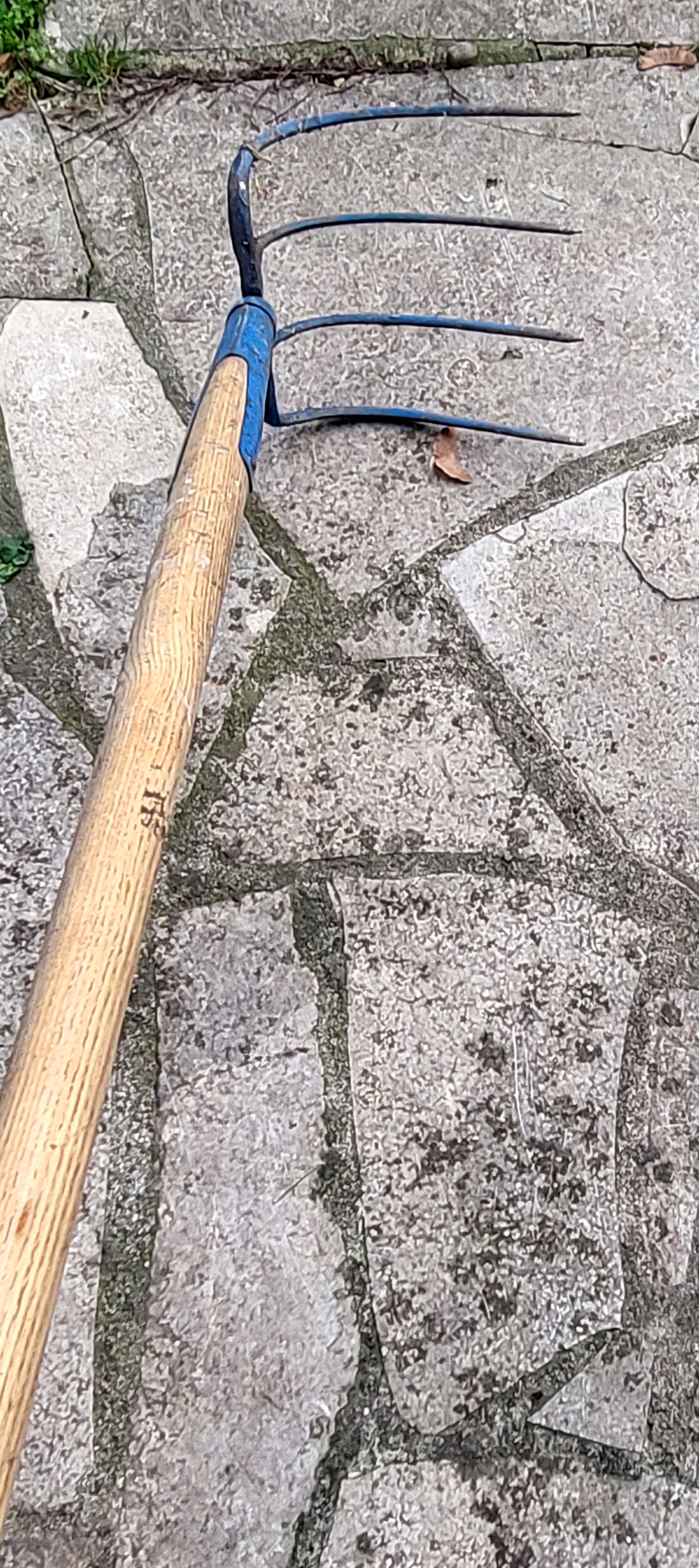
Croc à fumier à 4 dents. Utilisable en agriculture et en jardinage.

Le croc à fumier, croc à bêcher ou plus simplement croc est un outil agricole et de jardinage qui est une sorte de fourche recourbée, une griffe de jardin à quatre dents. Le croc à fumier sert à émietter et aplanir le sol après le bêchage ou le labour. Assez léger, il sert aussi à charger et remuer le compost ou les végétaux de toutes sortes tels que les tas de feuilles[réf. souhaitée]. Il se manœuvre en enfonçant les dents d’au moins la moitié de leur longueur et en tirant vers soi, ce qui permet de briser les mottes pour affiner la surface du sol. La griffe est un outil généralement emmanché d’une douille. Il doit être nettoyé après chaque usage en brossant les dents, puis doit être huilé pour éviter la corrosion.
Il était utilisé pour épandre le fumier et faisait partie de l'outillage agricole de base, par exemple au Canada. 
Le terme a aussi un autre sens. Selon le Dictionnaire du monde rural de Marcel Lachiver, le croc à fumier était un « instrument de fer forgé dont l'une des extrémités est munie d'un œilleton de traction servant de crochet d'attelage, l'autre de deux fortes griffes. Il servait à sortir le fumier des étables et, le plus souvent, on y attelait le taureau. On s'en servait aussi pour arracher le foin des greniers. ».